# لیکوی یقه‌سرخ
لیکوی یقه‌سرخ (نام علمی: Turdoides rufocinctus)، که همچنین به عنوان لیکوی کوهی یقه‌سرخ شناخته می‌شود، یک پرنده گنجشک‌سان از خانواده توکایان خندان (Leiothrichidae) است که در بوروندی، جمهوری دموکراتیک کنگو، رواندا و اوگاندا یافت می‌شود. زیستگاه طبیعی آن جنگل‌های کوهستانی نمناک نیمه‌گرمسیری یا گرمسیری است. نابودی زیستگاه آن را تهدید می‌کند.
بر اساس نتایج یک مطالعه تبارزایی مولکولی که در سال ۲۰۱۸ منتشر شد، این گونهٔ یقه‌سرخ از سردهٔ Kupeornis به سردهٔ لیکوهای توکانما منتقل شد.